# Logan O’Brien
Logan Craig O’Brien (ur. 21 stycznia 1992 w Los Angeles) – amerykański aktor.
Swoją karierę zaczął w wieku 6 lat. Najbardziej znany z roli Lucasa Jonesa w operze mydlanej Szpital miejski.